# 5,7-cm-Maxim-Nordenfelt
Das 5,7-cm-Maxim-Nordenfelt war eine Infanterie- und Festungsgeschütz Großbritanniens, welches in den 1880er Jahren entwickelt wurde.

## Entwicklung
Im Jahr 1888 begann die in Frankreich ansässige britische Firma Maxim-Nordenfelt Guns and Ammunition Company mit der Entwicklung einer neuen Schnellfeuerkanone. Bei der britischen Armee kam dieses Geschütz nicht gut an und wurde abgelehnt. Die belgische Armee zeigte jedoch Interesse und Maxim-Nordenfelt verkaufte die Lizenz an die belgische Firma Cockerill. Diese begann kurze Zeit später mit der Produktion. Oftmals werden die Geschütze deshalb auch mit dem Zusatz Cockerill-Nordenfelt versehen.

## Produktion
1887 bestellte das belgische Kriegsministerium 185 Festungsgeschütze der 5,7-cm-Maxim-Nordenfelt.

## Technische Beschreibung
Die 5,7-cm-Maxim-Nordenfelt war eine verkürzte Version der Sechspfünder Schnellfeuerkanone, welches hauptsächlich auf Schiffen zum Einsatz kam. Hierbei betrug die Kaliberlänge L/26, bei den Schiffsgeschützen variierte sie zwischen L/42 und L/50. Die effektive Reichweite der Geschütze betrug 2,7 km, maximal war eine Reichweite von bis zu 6,4 km möglich.

### Festungsgeschütz

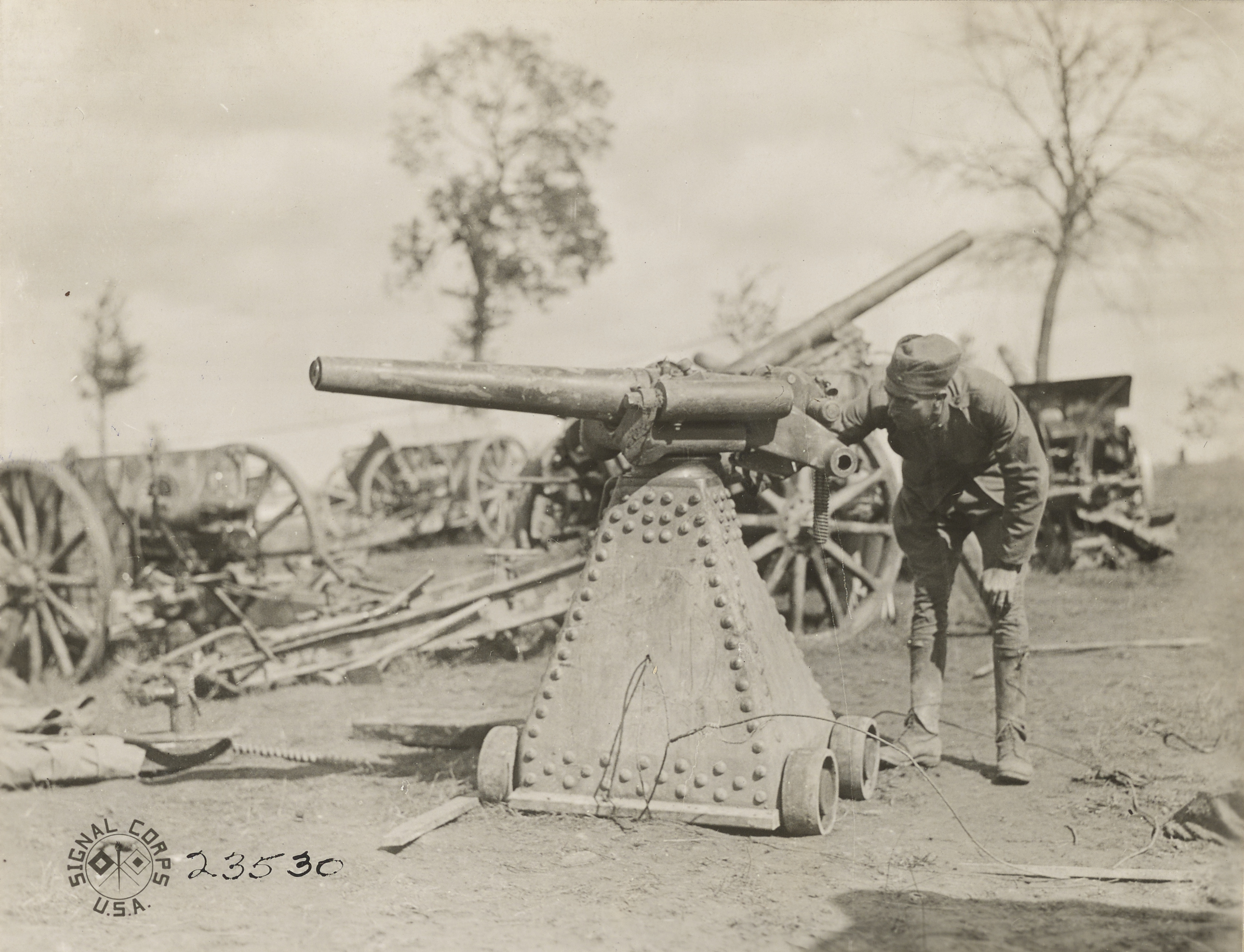
5,7-cm-Maxim-Nordenfelt als Kasemattengeschütz

Es handelte sich um ein Geschütz aus Stahl mit einem vertikalen Gleitblockverschluss. Damit konnten zwei verschiedene Munitionsarten verschossen werden. Zum einen waren das Sprenggranaten mit einem Gewicht von 2,7 kg und zum anderen Schrapnellgranaten, welche mit bis zu 196 Bleikugeln gefüllt waren. Auf einer Entfernung von bis zu 300 m waren diese Schrapnellgranaten äußerst gefährlich. Die Festungsgeschütze waren oftmals in Geschütztürmen der Grusonwerke oder in gepanzerten Kasematten auf zentralen Schwenklafetten montiert. Hauptaufgabe war die Abwehr von Infanterie.

### Infanteriegeschütz
Eine weitere Bauart war das 5,7-cm-Infanteriegeschütz Maxim-Nordenfelt. Dabei wurden die Geschützrohre auf leichten zweirädrigen Kastenlafetten ohne Rückstoßmechanismus montiert. Geschützt wurde die Bedienmannschaft durch einen dreiseitigen Schild.

## Einsatz

### Belgien
Zum Einsatz kam das Geschütz im Ersten Weltkrieg bei der belgischen Armee. Diese führten das Geschütz unter der Bezeichnung Canon de 57 Maxim-Nordenfeld. Für die, unter der Leitung von General Henri Alexis Brialmont im Bau befindlichen belgischen Festungen, wurden 185 Geschütze bestellt und ausgeliefert. Neben dem Festungsring Lüttich und Festungsring Namur wurden damit die folgenden Forts und Festungen bestückt:
- Festungsring Antwerp
- Fort d'Andoy
- Fort Barchon
- Fort Boncelles
- Fort Chaudfontaine
- Fort Cognelée
- Fort Dave
- Fort Embourg
- Fort Emines
- Fort Évegnée
- Fort Flémalle
- Fort Fléron
- Fort Hollogne
- Fort Lantin
- Fort Liers
- Fort Liezele
- Fort Loncin
- Fort Maizeret
- Fort Malonne
- Fort Marchovelette
- Fort Pontisse
- Fort Saint-Héribert
- Fort Suarlée

### Deutsches Kaiserreich

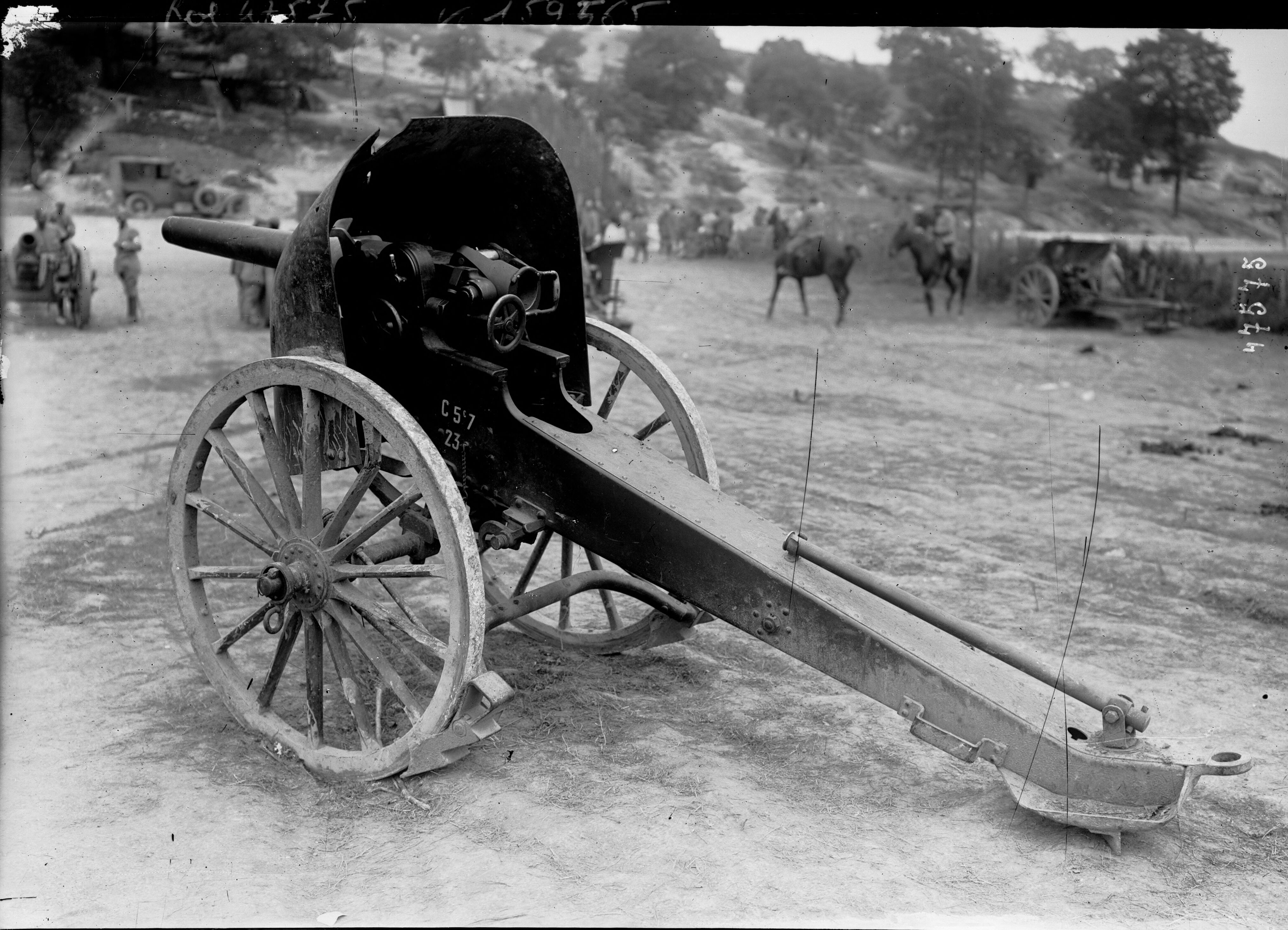
Deutsches Panzerabwehrgeschütz

Im ersten Kriegsjahr, 1914, erbeutete die deutsche Armee eine große Anzahl an Infanteriegeschützen und setzten sie weiter ein. Haupteinsatzzweck war die Bekämpfung gegnerischer Maschinengewehr-Stellungen und die Unterstützung von Infanterieangriffen. Einige der erbeuteten Geschütze wurden für die Bewaffnung des Panzerkampfwagens A7V verwendet. Dabei waren die Geschütze in einer gepanzerten Kasematte an der Fahrzeugfront mit einem sehr eingeschränkten Schwenkbereich montiert. Als dritte Einsatzart nutzten die Deutschen das Geschütz als Panzerabwehrkanone. Dabei wurde das Geschütz auf einer Zentralschwenklafette montiert, welche auf einem Pritschenwagenfahrgestell stand. Damit konnte das Geschütz mobil eingesetzt werden.

## Verbleib

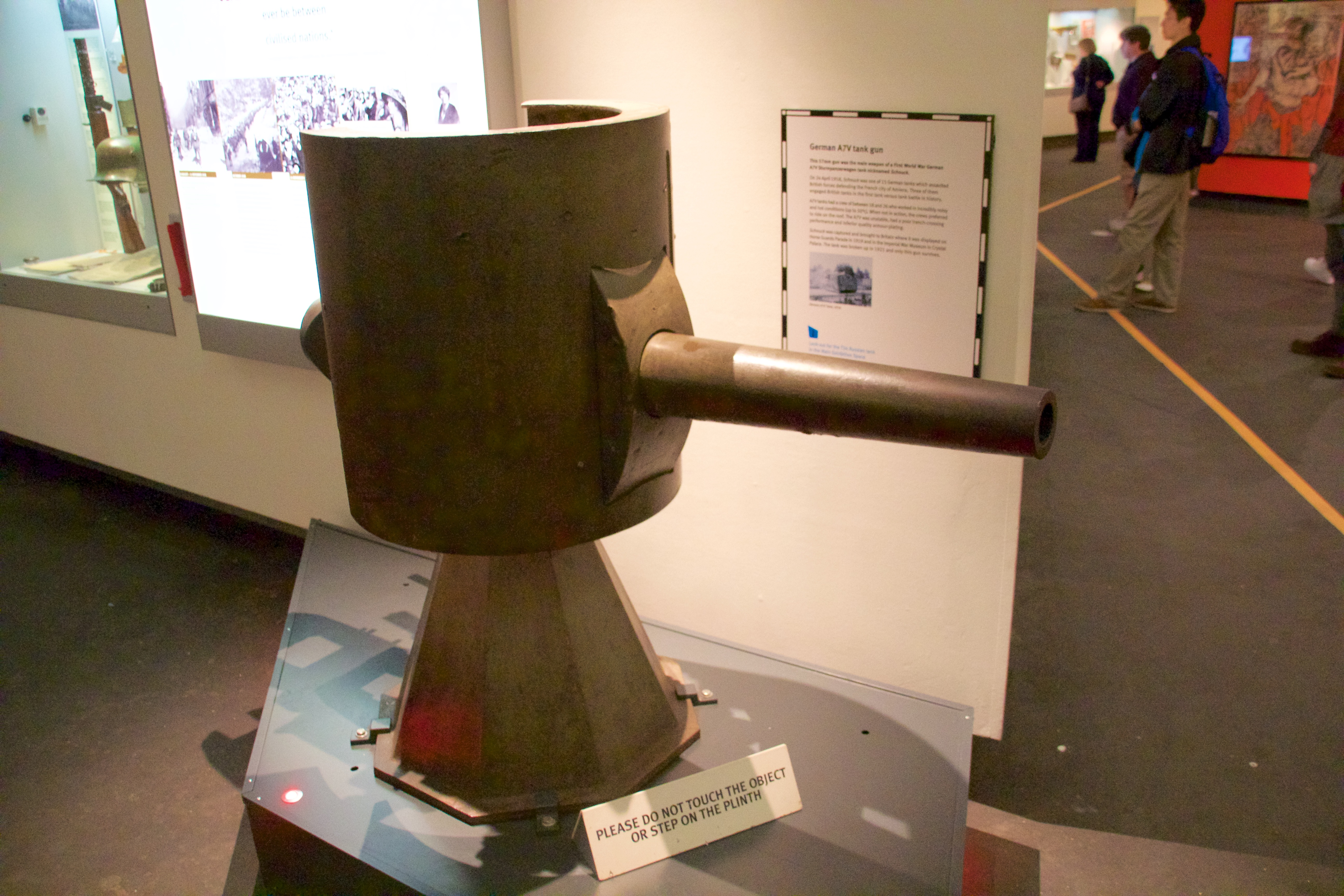
A7V Panzerkanone

Heute kann man im Imperial War Museum North in Trafford ein gut erhaltenes Geschütz aus einem A7V betrachten.